# Tsukiko Amano

Tsukiko Amano é uma cantora e compositora japonesa. Já lançou quatro álbuns e mais de 10 singles.
Tsukiko Amano começou tocando piano aos 5 anos de idade. Tem na guitarra seu instrumento favorito, e embora seja considerada uma artista underground, quando se fala de música japonesa ela tem encontrado seu lugar. Lentamente Amano está ganhando fama mundial, principalmente desde 2001, com o lançamento do hit "Bodaiju", sucesso arrasador.
Ultimamente Amano Tsukiko tem agregado um enorme público com o recente sucesso "Chou" e "Koe", canções-tema presente nos finais do jogo Fatal Frame da softhouse TECMO.

## Biografia
Amano vem tocando desde os cinco anos, quando começou suas aulas de piano. Ela fazia parte do Clube de Coral Junior (como soprano) e, no Ensino Médio, começou a experimentar diferentes instrumentos musicais e entrou no grupo de teatro. Foi também durante a escola secundária que ela comprou seu primeiro violão, que é o instrumento que mais usa atualmente.
Enquanto Amano ganhava experiência musical, começou a tocar em clubes, bares e na rua, prosseguindo com essa rotina quase todos os dias. Ela participou, ainda, de uma banda por pouco tempo. Como o empreendimento não estava dando certo, a banda rompeu-se. Sua grande oportunidade veio quando ela enviou uma fita demo para um amigo próximo, que conseguiu fazê-la cair nas mãos de um dos produtores da Otokura Record.
Embora ela seja considerada mais que uma artista underground, quando se trata de música japonesa, Amano foi se tornando lentamente o centro das atenções, especialmente em 2001, com o hit arrasador "Bodaiju". Muitas das canções de Amano também foram utilizadas como músicas-tema para comerciais, programas de televisão, filmes e video-games. Tsukiko Amano é, essencialmente, uma artista solo de música alternativa, mas vem sendo conhecida pela parceria com outros artistas do rótulo Otokura.
Além de compor as próprias canções, Amano compõe os figurinos de seus videoclipes e shows. Ela também gosta de desenhar e tem seu próprio estilo artístico. A cantora não apenas publicou uma história em quadrinhos no site da Otokura.com, mas também um livro que escreveu durante a gravação do videoclipe "Ningyou". A variedade de sua obra pode ser observada em singles, álbuns e cartazes promovendo suas apresentações.

## Discografia

### Álbuns
1. Sharon Stones (5 de junho, 2002)
2. Meg & Lion (5 de dezembro, 2002)
3. 天龍 (Tenryuu) (21 de janeiro,  2004)
4. Winona Riders 〜月の裏側〜 (Winona Riders -tsuki no uragawa-) (3 de março, 2004)
5. A Moon Child In The Sky (21 de setembro, 2005)
6. デラックスカタログ (DELUXE Catalog) (15 de novembro, 2006)
7. ウマ・サーモン (Uma Saamon) (23 de julho, 2007)
8. ZERO (3 de Setembro, 2008)

### Singles (rótulo Indie)
1. 箱庭 (Hakoniwa) (Early board sale:1º de abril 2001, Regular edition:1º de junho2001) 
Theatrical company PORT+PORTAIL's 4th work "Hakoniwa" theme song
TV Asahi's "D's garage" ending theme
c/w "ステロイド" (suteroido)
2. Love Dealer (1º de junho 2001)
8cm CD limited version
3. B.G.〜Black Guitar+Berry Garden〜(1º de setembro2001)
TOYOTA's "GAZOO.com" CM song
c/w "G.B.〜ゴールデンバニー〜" (gooruden banii)
4. Love Dealer (30 de julho 2003, Reached #169 on Oricon charts)
2003 version of Love Dealer
TV Tokyo's "Kyuuyo Meisai" ending theme
c/w "ミサイル" (misairu)
5. Howling (Limited CD+DVD version: 14 de março 2007 , Regular edition: 11 de abril 2007)
Versão limitada apenas à venda por Amano's official website
c/w "Bowling"
6. HEAVEN'S GATE 23 de janeiro 2008
Versão limitada do show em Hime Hajime ao vivo em 19 de janeiro de 2008, com participações de Metallic, Shiny Jacket
7. Zero no Chouritsu 30 de Julho 2008
Música tema do jogo Fatal Frame 4

### Singles (canções-tema)
1. 菩提樹 (Bodaiju) (7 de novembro, 2001, Reached #66 on Oricon charts)
TV Asahi's "Midnight Mermaid" ending theme
c/w "巨大獣" (kyodaijuu)
2. スナイパー (SUNAIPAA) (20 de fevereiro,2002)
c/w "スパイダー" (supaidaa)
3. Treasure (24 de abril, 2002, Reached #99 on Oricon charts)
TBS's "Rank oukoku" opening theme
c/w "Pleasure"
4. HONEY? (19 de junho, 2002)
First pressing contained a mini-photobook
TV Tokyo's "Cover shou yo" endinng theme
c/w "BOGGY!"
5. 人形 (Ningyou) (07 de novembro, 2002, Reached #50 on Oricon charts)
First pressing contained a mini-photobook
Nippon TV's "Black Wide Show" ending theme
c/w "人魚" (ningyo)
6. 鮫 (Same) (30 de julho, 2003, Reached #70 on Oricon charts)
c/w "亀" (kame)
7. 蝶 (Chou) (12 de novembro, 2003, Reached #49 on Oricon charts)
TECMO's Playstation game "ZERO~Akai Chou~" (Fatal Frame II: Crimson Butterfly)
c/w "象" (zou)
8. 月 (Tsuki) (14 de julho, 2004, Reached #64 on Oricon charts)
Limited version contained DVD
Pony Canyon's distributed movie "Moonlight Jellyfish" theme song
FBS/Nippon TV's "AKKO to MACHAMI no shingata TV" ending theme
c/w "太陽" (taiyou)
9. イデア (IDEA) (3 de novembro, 2004, Reached #70 on Oricon charts)
Fuji TV's anime "Konjiki no Gash Bell!!" ending theme
First pressing contained the anime sticker
c/w "ID"
10. 翡翠 (Hisui) (2 de fevereiro, 2005, Reached #73 on Oricon charts)
First pressing sold by internet cointaned a plus CD called "翡翠〜スリムType〜" (hisui ~slim type~) with a mix of "Hisui" and its karaoke version
c/w "カメリア〜愛のバージョン〜" (kameria ~ai no version~) & "骨〜愛のバージョン〜" (hone ~ai no version~)
11. 聲 (Koe) (27 de julho, 2005, Reached #39 on Oricon charts)
TECMO's Playstation game "ZERO~Shisei no koe~" (Fatal Frame III: The Tormented)
c/w "萌" (moe)
12. 烏 (Karasu) (31 de maio, 2006, Reached #47 on Oricon charts)
5th anniversary special single
c/w "硝子" (garasu)
13. ウタカタ (Utakata) (31 de maio, 2006, Reached #46 on Oricon charts)
Shinzaki Momo original work VCinema "Next phase~Kimi kara no okurimono" theme song
5th anniversary special single
c/w "ウララカ" (uraraka)
14. 混沌 -chaos- (Konton -chaos-) (31 de maio, 2006, Reached #48 on Oricon charts)
5th anniversary special single
c/w "かぼす" (kabosu)
15. 梟 (Fukurou) (31 de maio, 2006, Reached #49 on Oricon charts)
5th anniversary special single
c/w "国道" (kokudou)
16. 風船 (Fuusen) (31 de maio, 2006, Reached #50 on Oricon charts)
5th anniversary special single
c/w "光線" (kousen)